# Шерлок Холмс
Вижте пояснителната страница за други значения на Шерлок Холмс.
Шерлок Холмс (на английски: Sherlock Holmes) е литературен герой от книгите на Артър Конан Дойл. Фигурата на Шерлок Холмс се появява в 56 разказа и 4 романа, написани в периода 1887 – 1927 година. В повечето от разказите Шерлок Холмс участва като съветващ детектив, който помага на търсещи от него клиенти или подпомага полицията в лицето на инспектор Лестрейд. При това Шерлок Холмс е описан като пълна противоположност на тогавашната полиция, която често е затруднена да разкрие престъпленията. Той действа дедуктивно, често без да напуска дома си и разкрива изненадващо голям процент от случаите.
Негов пръв помощник в разследванията е д-р Джон Уотсън, армейски лекар, завърнал се от служба в Афганистан. Приятелството на Шерлок Холмс и Доктор Уотсън започва, когато през 1881 година Уотсън става съквартирант на Холмс на улица Бейкър Стрийт 221Б. Тази начална история Артър Конан Дойл описва в романа Етюд в червено. Почти всички истории Конан Дойл пресъздава през гледната точка на Уотсън, като от фабулата на разказите става ясно, че Уотсън пише и публикува историите за своя приятел.
Фигурата на Холмс авторът изгражда в течение на разказите като студена, точна и лишена от емоции. Всяко действие на Холмс се ръководи от здравия разум. Често Холмс бива сравняван с машина. Въпреки това на моменти авторът придава на героя си и типични човешки качества – раздразнение, страх, скрупули. Шерлок Холмс често свири в историите на своята цигулка Страдивариус и пуши лула, но типичната форма на лулата, с която днес е рисуван, не е описана никъде в разказите.

## Умения и познания
Уотсън описва уменията на Холмс така:
- Има задълбочени познания по анатомия, запознат е с отровите, първокласен химик.
- Познания по литература – нула.
- Познания по философия – нула.
- Познания по астрономия – нула.
- Познания за политиката – слаби.
- Познания по ботаника – различни. Добре запознат с беладоната, опиума и отровите изобщо. Не знае почти нищо, свързано с градинарската практика.
- Познания по геология – практически, но ограничени. Разпознава от пръв поглед различните почви една от друга; след разходки ми е показвал пръски кал по панталоните си и по техния цвят и състав е посочвал в коя част на Лондон ги е получил.
- Познания по химия – задълбочени.
- Познания по анатомия – точни, но безсистемни.
- Познания по сензационни престъпления – огромни. Изглежда запознат в подробности с всеки ужас, извършен през този век.
- Свири добре на цигулка.
- Владее много добре бокса, сабята и старинната фехтовка.
- Добре запознат с практическите аспекти на британското законодателство.

## Истории
Някои истории за Шерлок Холмс са:
- „Знакът на четиримата“ (на английски: The Sign of the Four)
- „Етюд в червено“ (на английски: A Study in Scarlet)
- „Баскервилското куче“ (на английски: The Hound of the Baskervilles)
- „Скандал в Бохемия“ (на английски: A Scandal in Bohemia)
- „Знатният клиент“ (на английски: The Adventure of the Illustrious Client)
- „Лъвската грива“ (на английски: The Adventure of the Lion's Mane)
- „Самотната колоездачка“ (на английски: The Adventure of the Solitary Cyclistn)
- „Морският договор“ (на английски: The Adventure of the Naval Treaty)
- „Празната къща“ (на английски: The Adventure of the Empty House)
- „Дяволският крак“ (на английски: The Adventure of the Devil's Foot)
- „Жълтото лице“ (на английски: The Adventure of the Yellow Face)

Основна статия – Списък на произведения за Шерлок Холмс

## Фигурата на Шерлок Холмс в киното, театъра и телевизията
През годините образът на детектива от Бейкър Стрийт е обект на много екранизации.
Списък с екранизациите за Шерлок Холмс
Някои от тях:
- „Баскервилското куче“ през 1939 година с Базил Ратбоун и Найджел Брус в ролите на Холмс и Уотсън. Успехът на филма бил толкова голям, че 20th Century Fox снима продължение отново с Ретбоун. Базил Ратбоун остава в историята като може би най-популярния артист в ролята на Шерлок Холмс

- През 80-те години английската Гранада ТВ снима серия епизоди, основани на разказите на Конан Дойл. Ролята на Холмс играе Джеръми Брет.

- Може би най-популярната екранизация, която не е английско производство, е известната и на българския зрител съветска версия на Ленфилм с Василий Ливанов и Виталий Соломин, заснета между 1979 и 1986 година.
- Поредната екранизация на Шерлок Холмс излиза на голям екран на 25 декември 2009 година и е режисирана от Гай Ричи. В нея участват Робърт Дауни Джуниър като Шерлок Холмс и Джъд Лоу като Доктор Уотсън.
- През 2010 и 2012 г. BBC-One излъчва модернизирана телевизионна адаптация за Шерлок Холмс, сериалът Шерлок, създадена от писателите на Доктор Кой Стивън Мофат и Марк Гатис, в която взимат участие Бенедикт Къмбърбач и Мартин Фрийман като Шерлок и Уотсън.
- На 16 декември 2011 продължението Шерлок Холмс: Игра на сенки и излиза на голям екран с участието на Робърт Дауни Джуниър като Шерлок Холмс и Джъд Лоу като Доктор Уотсън под режисурата на Гай Ричи.

## Шерлок Холмс в комиксите
Дайнамайт Ентъртейнмънт (Dynamite Entertainment) през май 2009 започва издаването на COMPLETE Sherlock Holmes, написана от Леа Мур (Leah Moore) и Джон Репион (John Reppion) с рисунки на Арон Кембъл (Aaron Campbell) Муунстоун Букс (Moonstone Books) издават оригинални история, в който го изправят срещу други творения на 19 век като Невидимия човек, Дракула, Карл Колчак, 135-годишния Холмс, се появява в Детектив Комикс на ДиСи Комикс (DC) за 50-годишнината от издаването на комикси, WILDSTORM, подразделение на DC Comics, публикува приключенията на първия консултиращ детектив под заглавието Victoria Undead, в което се изправя срещу злия план на професор Мориарти и неговата вълна от зомбита.
В комикс поредицата на Алан Мур (Alan Moore) и Кевин О'Нийл (Kevin O'Niel) Лигата на необикновените джентълмени (League of Extraordinary Gentlemen) Шерлок Холмс се поява за няколко страници, показващи сблъсъка между него и професор Мориарти при Райхенбахските водопади.
Холмс и Уотсън поемат по следите на изгубен марсианец в комикса Шерлок Холмс в Случая на липсващия марсианец(Sherlock holmes and the case of the missing martian), написан от Дъг Мъри и Топър Хелмерс.

## Шерлок Холмс във видеоигрите
Шерлок Холмс и неговата вселена са използвани в компютърни и видеоигри.
- Sherlock (1984) (Филип Митчел) (PC text adventure)
- 221B Baker Street (1987) (Datasoft) (PC and Mac)
- Sherlock: The Riddle of the Crown Jewels (1988) (Infocom)
- Sherlock Holmes: Consulting Detective (1991) (ICOM Simulations)
- Sherlock Holmes: Consulting Detective Vol. II (1992) (ICOM Simulations)
- Sherlock Holmes: Consulting Detective Vol. III (1993) (ICOM Simulations)
- The Lost Files of Sherlock Holmes: The Case of the Serrated Scalpel (1992) (Electronic Arts) (PC)
- The Lost Files of Sherlock Holmes: the The Case of the Rose Tattoo (1996) (Electronic Arts) (PC)

- Adventures of Sherlock Holmes series: (Frogwares) (PC)

- Sherlock Holmes: Mystery of the Mummy (2002) (Frogwares) (PC)
- Sherlock Holmes: Secret of the Silver Earring (2004) (Frogwares) (PC)
- Sherlock Holmes: The Awakened (2006) (Frogwares) (PC)
- Sherlock Holmes versus Arsène Lupin (2007) (Frogwares) (PC)
- Sherlock Holmes: The Mystery of the Persian Carpet (Frogwares) (PC)
- Sherlock Holmes vs. Jack the Ripper (2009) (Frogwares) (PC)(X360)
- Sherlock Holmes and the Hound of the Baskervilles (2010) (Frogwares) (PC)
- The Testament of Sherlock Holmes (2011) (Frogwares) (PC) (360) (PS3)
- Sherlock Holmes and the Mystery of Osborne House (2010) (Frogwares) (DS)
- Sherlock Holmes: The Mystery of the Frozen City (2012) (Frogwares) (3DS)
- Sherlock Holmes: Crimes & Punishments (2013) (Frogwares) (PC) (360) (PS3)
- Sherlock Holmes:The Devil's Daughter(2016) (Bigben Interactive) (PC)

## Интересни факти
- „Бейкър стрийт“ 221Б е измислен адрес. По времето, когато са писани произведенията, улицата е имала само 100 номера. Днес на специално създадения номер 221Б се помещава Музеят на Шерлок Холмс. На 24 септември 1999 г. на ул. „Бейкър стрийт“ е открит паметник на Шерлок Холмс.
- „Смъртта“ на Шерлок Холмс при неговата фатална среща с проф. Мориарти се състои на Райхенбахските водопади. Днес пътеката, която води до тях, се нарича „Пътека на Шерлок Холмс“ (разказ „Последен случай“).

## Автори, писали за Шерлок Холмс
- Майкъл Шейбон
- Филип Хосе Фармър
- Уорън Елис
- Ким Нюман
- Агата Кристи
- Нийл Геймън
- Елизабет Бер
- Браян Стабълфорд
- Джеймс Лоудър
- Барбара Хамбли
- Симон Кларк
- Пол Финч
- Майкъл Рийвс
- П. Никитин и П. Орловец – създали цикъл за Холмс за разследванията му из Русия
- Борис Акунин – известен с героят си Ераст Петрович Фандорин, който среща Шерлок и д-р Уотсън
- Елъри Куин
- Джон Диксън Кар
- Ейдриън Конан Дойл
- Антъни Хоровиц
- Кристофър Фаулър
- Андрю Лейн – за героя в младежка възраст
- Мич Кълин – за героя на преклонна възраст
- Кейлъб Кар
- Пеями Сафа

## Документални изследвания
- Наръчникът на Шерлок Холмс: Методите и мистериите на най-великия детектив, The Sherlock Holmes Handbook (2009) – от Рансъм Ригс